# Vztek (film, 1995)
Vztek nebo také Brooklyn Boogie (v originále Blue in the Face) je americká filmová komedie z roku 1995, režírovaná Paulem Austerem a Wayne Wangem. Děj filmu se odehrává v Brooklynu.